# Sabatia kennedyana
Sabatia kennedyana es una especie de planta fanerógama perteneciente a la familia Gentianaceae. 

## Distribución y hábitat
Es originaria del este de Norteamérica. Tiene una distribución disjunta, que ocurre en Nueva Escocia, Massachusetts, Rhode Island, Virginia, Carolina del Norte, y Carolina del Sur.

## Distribución
Sabatia kennedyana crece en los humedales, en particular en los lagos y estanques en la llanura costera del Océano Atlántico. Crece en zonas con niveles fluctuantes de agua y otras formas de perturbación natural, tales como erosión del hielo, que eliminan la vegetación en competencia. Es un mal competidor con otras plantas.

## Descripción
Sabatia kennedyana es una hierba perenne con estolones con las hojas en rosetas basales. La flor es de color rosa con un centro blanco o amarillo. Puede ser 5 centímetros de ancho, con 9-11 pétalos.
Conservación
Sabatia kennedyana se ve amenazada por el desarrollo del litoral, actividad recreativa, vehículos todo terreno, la construcción de represas hidroeléctricas, la contaminación y la caza furtiva.

## Taxonomía
Sabatia kennedyana fue descrita por Merritt Lyndon Fernald y publicado en Rhodora 18(211): 150–151, pl. 121, f. 1–3. 1916.